# Albert Daeger
Albert Daeger, né le 5 mars 1872 dans le canton de Sand Creek et mort le 2 décembre 1932 à Santa Fe, est un prélat catholique américain. Membre de l'Ordre des Frères mineurs, il est archevêque de Santa Fe de 1919 jusqu'à sa mort.

## Biographie
Daeger naît le 5 mars 1872 dans le canton de Sand Creek, non loin de la ville de North Vernon, dans le comté de Jennings, en Indiana. Il est l'aîné de douze frères et d'une sœur. Son grand-père paternel est un immigrant allemand ayant rejoint l'Ordre des Frères mineurs À la suite du décès de son épouse. Daeger ainsi que son frère George suivront les pas de leur grand-père et deviendront Franciscains. 
En août 1889, Daeger devient novice au sein de l'Ordre des Frères mineurs à Oldenburg. Il compléte ses études de philosophie au sein de la confrérie franciscaine en Ohio ainsi qu'au Kentucky, notamment à Louisville. Le 27 août 1893, Daeger professe ses vœux et prend le nom Albert. Il retourne ensuite à Oldenburg afin de terminer ses études de théologie.

### Prêtrise
Le 25 juillet 1896, Daeger est ordonné prêtre par Silas Chatard. Le lendemain, il célébre sa première messe, le jour de la fête de sainte Anne, au sein de la paroisse de son enfance portant son nom. Daeger est affecté au poste de vicaire paroissial au sein de l'église Notre-Dame des Douleurs à Kansas City, fonction qu'il tiens de 1896 à 1897. Il est ensuite prêtre de l'église Saint-François de Sales, à Lincoln, où il est le voisin ainsi que le supporteur de William Jennings Bryan, entre 1900 et 1902. 
Daeger embarque au Nouveau-Mexique où il est missionnaire pendant 17 ans. Il est prêtre et supérieur de ses frères franciscains à Notre-Dame de Guadalupe à Pena Blanca entre 1902 et 1910, au Sacré-Cœur de Farmington entre 1910 et 1917, ainsi qu'à la Mission San Diego de Jemez Pueblo entre 1917 et 1919. Ses paroisses étaient vastes et l’obligeaient souvent à marcher pendant de nombreux kilomètres, mais il parvient à établir des chapelles ainsi que des écoles là où il se rendait. Il contracte une pneumonie lors d'une tempête de neige en mars 1909 mais il a finalement pu se rétablir. 

### Archevêque de Santa Fe
À la suite de la démission de l'archevêque John Baptist Pitaval, le 10 mars 1919, le pape Benoît XV nomme Daeger archevêque de Santa Fe afin de lui succéder. Il est consacré le 7 mai 1919 par l'archevêque Pitaval, avec Anthony J. Schuler comme co-consécrateur, au sein de la cathédrale Saint-François d'Assise à Santa Fe. 
Lorsque Daeger arrive à Santa Fe, l'archidiocèse compte 80 prêtres, 356 églises (46 paroisses et 310 missions), ainsi que 26 écoles. Lorsqu'il meurt 13 années plus tard, l'archidiocèse comprend 106 prêtres, 362 églises (56 paroisses et 306 missions), ainsi que 35 écoles. En décembre 1928, il préside la messe funéraire d'Anton Docher à Isleta. 
Le 2 décembre 1932, Daeger se fracture le crâne après avoir chuté de 3 mètres dans le sous-sol d'un garage de Santa Fe. Il est transporté d'urgence à l'hôpital Saint-Vincent, où il meurt quelques heures plus tard à l'âge de 60 ans. 

## Succession apostolique
Albert Daeger a ordonné les évêques suivants :
- Évêque Sylvester Joseph Espelage (zh), O.F.M. (1930)